# IX edició dels Premis MiM
La 9a cerimònia de lliurament dels Premis MiM Series, coneguts com a Premis MiM 2022, tindran lloc a Madrid a principis del 2022, sense data prevista. Premiaran a les sèries espanyoles estrenades en la temporada passada (entre l'1 d'octubre de 2020 i el 30 de setembre de 2021) a televisió i en les diferents plataformes digitals.
El 17 de desembre de 2021, l'associació, va anunciar l'ajornament de la gala prevista pel passat 21 de desembre de 2021 per la nova onada de COVID-19.

## Nominats i guanyadors
L'actriu Eva Isanta, va llegir la llista de nominats i nominades el passat 1 de desembre de 2021.

### Categories generals
| Millor DAMA a la millor sèrie dramàtica | Millor DAMA a la millor sèrie de comèdia |
| --- | --- |
| - ''''' - Hierro - La casa de papel - Estoy vivo - Merlí: Sapere aude - 30 monedas | - ''''' - Maricón perdido - Nasdrovia - Valeria - Luimelia - El vecino |
| Premi DAMA a la millor minisèrie o tv-movie | Premi DAMA a la millor sèrie diària |
| - ''''' - El desorden que dejas - Antidisturbios - Reyes de la noche - La Fortuna - Ana Tramel. El juego                                                                                                   | - ''''' - Servir y proteger - Mercado Central - Amar es para siempre - Acacias 38 |
| Premi MIM a la millor interpretació femenina de drama | Premi MIM a la millor interpretació masculina de drama |
| - ''''' - Vicky Luengo per Antidisturbios - Bárbara Lennie per El desorden que dejas - Inma Cuesta per El desorden que dejas - Irene Escolar per Dime quién soy - Carmen Maura per Alguien tiene que morir | - ''''' - Ernesto Alterio per Alguien tiene que morir - Hovik Keuchkerian per Antidisturbios - Karra Elejalde per La Fortuna - Unax Ugalde per Ana Tramel. El juego - Roberto Enríquez per La cocinera de Castamar |
| Premi MIM a la millor interpretació femenina de comèdia | Premi MIM a la millor interpretació masculina de comèdia |
| - ''' - Ana Milán per ByAnaMilán - Candela Peña per Maricón perdido - Carmen Maura per Deudas - Alba Flores per Maricón perdido - Macarena Gómez per La que se avecina                                     | - ''''' - Luis Bermejo per Nasdrovia - Carlos González per Maricón perdido - Miki Esparbé per Reyes de la noche - Quim Gutiérrez per El vecino - Alfonso Lara per Señoras del (h)AMPA |
| Premi MIM a la millor direcció | Premi MIM al millor guió |
| - ''' - Alejandro Amenábar per La Fortuna - Alejandro Marín per Maricón perdido - Rodrigo Sorogoyen i Borja Soler per Antidisturbios - Marc Vigil per Nasdrovia - Alex de la Iglesia per 30 monedas        | - '' - Cristóbal Garrido i Adolfo Valor per Reyes de la noche - Isabel Peña, Rodrigo Sorogoyen i Eduardo Villanueva per Antidisturbios - Borja Glez. Santaolalla, Diana Rojo, Eva Baeza, Ángel Rulan, Aitor Santos i Ana Boyero per Luimelia - Fran Araújo, Pepe Coira, Araceli Gonda, Lidia Fraga i Eligio R. Montero per Hierro - Miguel Esteban, Raúl Navarro i Marc Crehuet per El vecino |

### Categories Específiques
- Premi MiM Series: Premi Jove Talent - Mina El Hammani[3]

- PREMI ESPECIAL a la Contribució Artística en la Ficció Televisiva - Anabel Alonso[4]

## Múltiples nominacions i premis

### Drama
| Sèrie                   | Nominacions |
| ----------------------- | ----------- |
| Antidisturbios          | 5           |
| La Fortuna              | 3           |
| El desorden que dejas   | 2           |
| Alguien tiene que morir | 2           |
| 30 monedas              | 2           |
| Ana Tramel. El juego    | 2           |
| Hierro                  | 2           |

### Comèdia
| Sèrie             | Nominacions |
| ----------------- | ----------- |
| Maricón perdido   | 5           |
| El vecino         | 3           |
| Nasdrovia         | 3           |
| Reyes de la noche | 3           |
| Luimelia          | 2           |